# Żarkowo
Żarkowo (deutsch Sorkow) ist ein Dorf in der Gemeinde Dębnica Kaszubska (Rathsdamnitz)  im Powiat Słupski (Kreis Stolp) der polnischen Woiwodschaft Pommern.

## Geographische Lage
Żarkowo liegt in Hinterpommern, etwa 23 Kilometer südöstlich der  Stadt Słupsk (Stolp),  elf Kilometer östlich des Kirchdorfs Dębnica Kaszubska (Rathsdamnitz), zwei Kilometer südöstlich des Kirchdorfs Dobieszewo (Groß Dübsow) und einen Kilometer südöstlich des Dorfs Podole Małe (Klein Podel).  Etwa sechs Kilometer westlich des Dorfs verläuft die Landstraße Nr. 210 Słupsk – Bytów
(Stolp –  Bütow), mit der es über Nebenstraßen verbunden ist.

## Geschichte
Sorkow war in älterer Zeit ein Lehen der Familie Grumbkow.
Um das Jahr 1784 gab es in dem Gut  Sarkow  Sorkow sechs Halbbauern und einschließlich des auf der Feldmark des Dorfs gelegenen Holzwärter-Katens insgesamt acht Haushaltungen.  Sorkow war ein ‚ritterfreies‘ Gut, das sich um diese Zeit im Besitz der Witwe Friederika von Podewils, geborene von Grumbkow, befand. Später wurde Sorkow ein reines Bauerndorf. Neben Land- und Forstwirtschaft wurde Fischerei im Schottow-Bach betrieben.
Vor 1945 gehörte Sorkow zur Gemeinde Klein Podel  im Amtsbezirk Groß Dübsow des  Landkreises Stolp im Regierungsbezirk Köslin der Provinz Pommern.  Das zuständige Landratsamt befand sich in Stolp. 
Am Ende des Zweiten Weltkrieges wurde der Ort von der Roten Armee besetzt. Als Folge des Krieges kam der Ort als Żarkowo an Polen. 
In dem Dorf leben heute etwa 50 Einwohner.

### Schule
Vor 1945 gingen die Kinder von Sorkow in Klein Podel zur Schule.

### Kirche
Die vor 1945 anwesenden Dorfbewohner waren evangelisch. Sorkow gehörte zum Kirchspiel Groß Dübsow und damit zum Kirchenkreis Stolp-Altstadt.